# 顾学裘
顾学裘（1911年—2011年），男，江苏青浦（今属上海）人，中华人民共和国药剂学家、教育家，沈阳药科大学终身教授，曾任辽宁省政协副主席。